# Concepta Riley
Concepta Riley is een personage uit de Britse televisieserie Coronation Street. Deze rol werd gespeeld door Doreen Keogh.

## Leven

### 1960-1963
Begin jaren zestig was Concepta barmeisje in de plaatselijke kroeg van de straat de Rovers Return Inn. Daar woonde ze in bij Jack en Annie Walker. Ze ontmoette Harry Hewitt en in 1961 trouwde ze met hem. Ze trok datzelfde jaar bij Harry en zijn dochter Lucille in. In 1962 kregen Concepta en Harry een zoon die zij Christopher Heiwitt noemden. In 1962 werd Christopher gekidnapt door Joan Akers, een meisje dat zelf eerst een baby had gekregen dat overleden was. Concepta bleef in die tijd naar haar kind zoeken, maar kon hem nergens vinden. Na een bezoek van buurvrouw Elsie Tanner aan Joan Akers werd duidelijk dat Joan het kind had ontvoerd. Elsie schakelde de politie in en Concepta had haar zoon weer terug.

### 1963-1967
Door de ontvoering van Christopher verlieten Concepta en haar gezin Coronation Street voorgoed om terug te gaan naar haar geboorteland Ierland. De dochter van Harry bleef achter in Weatherfield. In 1967 keerde Concepta echter terug naar Coronation Street om het huwelijk van Elsie Tanner bij te wonen. Toen werd bekend dat Harry in 1967 was overleden en Concepta weduwe was geworden.

### 1972-1975
In 1972 keerde Concepta terug naar Weatherfield. Ze hertrouwde datzelfde jaar met Sean Regan. In 1975 kwam Concepta erachter dat Sean steeds achter andere vrouwen aanzat, waaronder Bet Lynch, het nieuwe barmeisje van de Rovers Return. Ze vertrok samen met haar man uit Coronation Street en werd nooit meer teruggezien.
Concepta Riley · Elsie Lappin · Florrie Lindley · Joan Akers · Lionel Petty· May Hardman · Sandra Petty · Vera Lomax